# Tin Hinan
Pour les articles homonymes, voir Tin Hinan (homonymie).
Tin Hinan  (en tamasheq : ⵜⵏ ⵂⵏⵏ) est une reine berbère qui aurait vécu au IVe siècle ou à une époque plus récente. Elle est considérée par les Touaregs nobles du Hoggar comme leur ancêtre originelle. 
La tradition orale touarègue la décrit comme « une femme d'une beauté irrésistible, grande, au visage sans défaut, au teint lumineux, aux yeux immenses et ardents, au nez fin, l'ensemble évoquant à la fois la beauté et l'autorité ». La légende de Tin Hinan est toutefois une création récente et étrangère au tombeau de Tin Hinan et au personnage qu'il contenait.

## Étymologie
Selon l'étymologie, Tin Hinan peut vouloir dire « celle des tentes », ou, dans une acception plus récente, « celle qui migre », « celle qui se déplace » ou « celle qui vient de loin », en tamasheq.
Tin-Hinan est composé de trois éléments en langue touarègue tamasheq. « Ti » est le pronom démonstratif du féminin singulier, cela correspond à « celle » en français. « N » est une préposition d’appartenance, en français c’est le « de ». « Ihinan » est un nom pluriel du verbe han et signifie « se déplacer en campement, migrer » (sans évocation d’une direction précise). Après la chute de la voyelle initiale de « i », du fait de l’état d’annexion (une forme grammaticale du changement du nom en langue touaregue), Tin-ihinan s’est transformé en Tin-Hinan, comme on le connaît aujourd’hui[réf. souhaitée].
Le prénom Tin-Hinan est toujours employé, de nos jours, pour prénommer des jeunes filles. Mais pour les habitants du Ahaggar, c’est différent : Tin-Hinan n’est pas attribué aux jeunes filles parce qu’ils ont une coutume qui consiste à éviter de prononcer le nom de ses ancêtres. Cette coutume s’appelle tribudar, qui signifie « manque de pudeur envers les ancêtres »[réf. souhaitée].

## Histoire

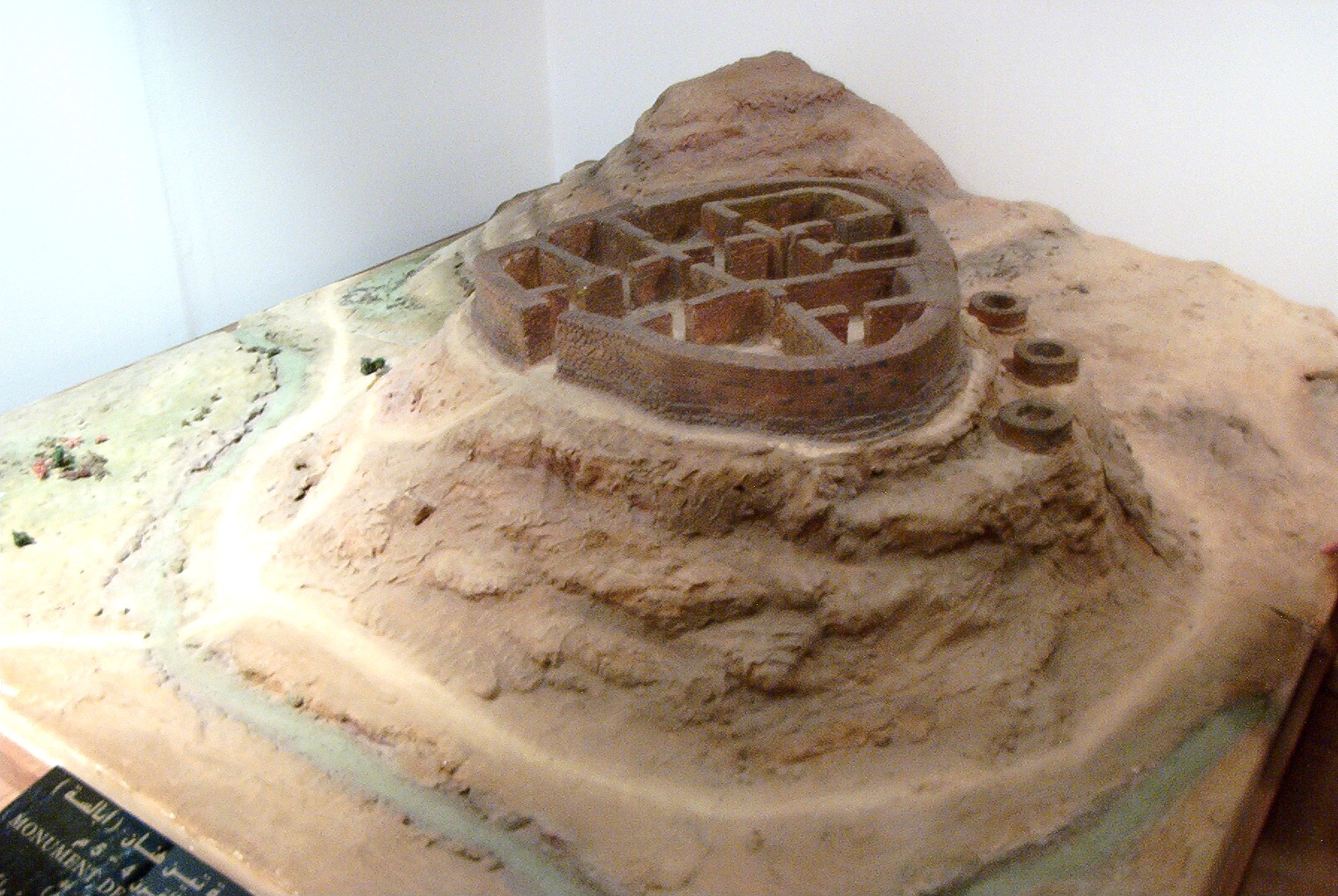
Maquette du tombeau de Tin Hinan, musée du Bardo, Alger.

À l'époque coloniale, le père de Foucauld émet l'hypothèse que Tin Hinan et sa servante Takamat (ou Takama), avec laquelle elle traverse le désert du Sahara pour rejoindre Silet dans le Hoggar, sont Brabers et plus précisément du Tafilalet. Tin Hinan est pour sa part donnée comme la mère des Touaregs plébéiens du Hoggar. Cette version de Foucauld sera reprise ultérieurement par les ethnologues comme Nicolaisen. Cette migration aurait eu lieu à l'époque islamique et est donc anachronique avec la datation du tombeau. En réalité, cette princesse qui aurait existé au IVe siècle aurait été tardivement, par le biais des récits, faite musulmane et rattachée à une lignée chérifienne pour des raisons de prestige.
Tin Hinan aurait notamment porté le titre de « tamenokalt » qui est décerné au chef suprême d’une confédération de tribus chez les Touaregs. Elle aurait été plus particulièrement reine des Touaregs de l'Ahaggar. Une interprétation erronée du titre d’amenokal qui est souvent avancée serait que « amenokal » signifie « propriétaire de terre », or cela est démenti par les chercheurs Gast et Chaker. D'après les chants et récits, Tin Hinan était une femme charismatique et d'une beauté irrésistible.
Le seul trait commun aux divers récits est la religion islamique de Tin Hinan et c'est précisément une interprétation inventée par les fouilles du monument. Cette légende doit être confrontée à l'histoire des populations du Hoggar. La légende de Tin-Hinan est en effet une création récente, inventée par les Touaregs Kel Rela pour des raisons d'ordre politique, afin de conserver le pouvoir et leur suprématie. Elle est donc totalement étrangère au tombeau et au personnage qu'il contenait.
Il existe des contradictions et des convergences entre les données traditionnelles, qui sont sujettes à variations, mais qui s'accordent unanimement sur le haut rang tenu par Tin Hinan, et les données tangibles de l'archéologie. Selon Gabriel Camps, une lointaine et vague tradition orale avait conservé le souvenir d'une princesse enterrée dans le grand monument d'Abalessa. Son nom avait été oublié et elle n'était plus connue que par un sobriquet, Tin Hinan, une expression pouvant recevoir plusieurs interprétations.
À une époque plus récente, lors du mariage de Kella, une princesse du XVIIe siècle, avec l'amenokal Sidi, les Kel Réla, le clan auquel appartenait Kella, s'approprièrent la tradition de Tin Hinan et la modifièrent à leur avantage. Cette princesse berbère, enterrée entre le IVe et le VIe siècle, fut transformée pour des raisons de prestige en une musulmane, fille de roi, venue du lointain Tafilalet, berceau de la dynastie chérifienne qui règne sur le Maroc, et placée à la tête de leur généalogie.

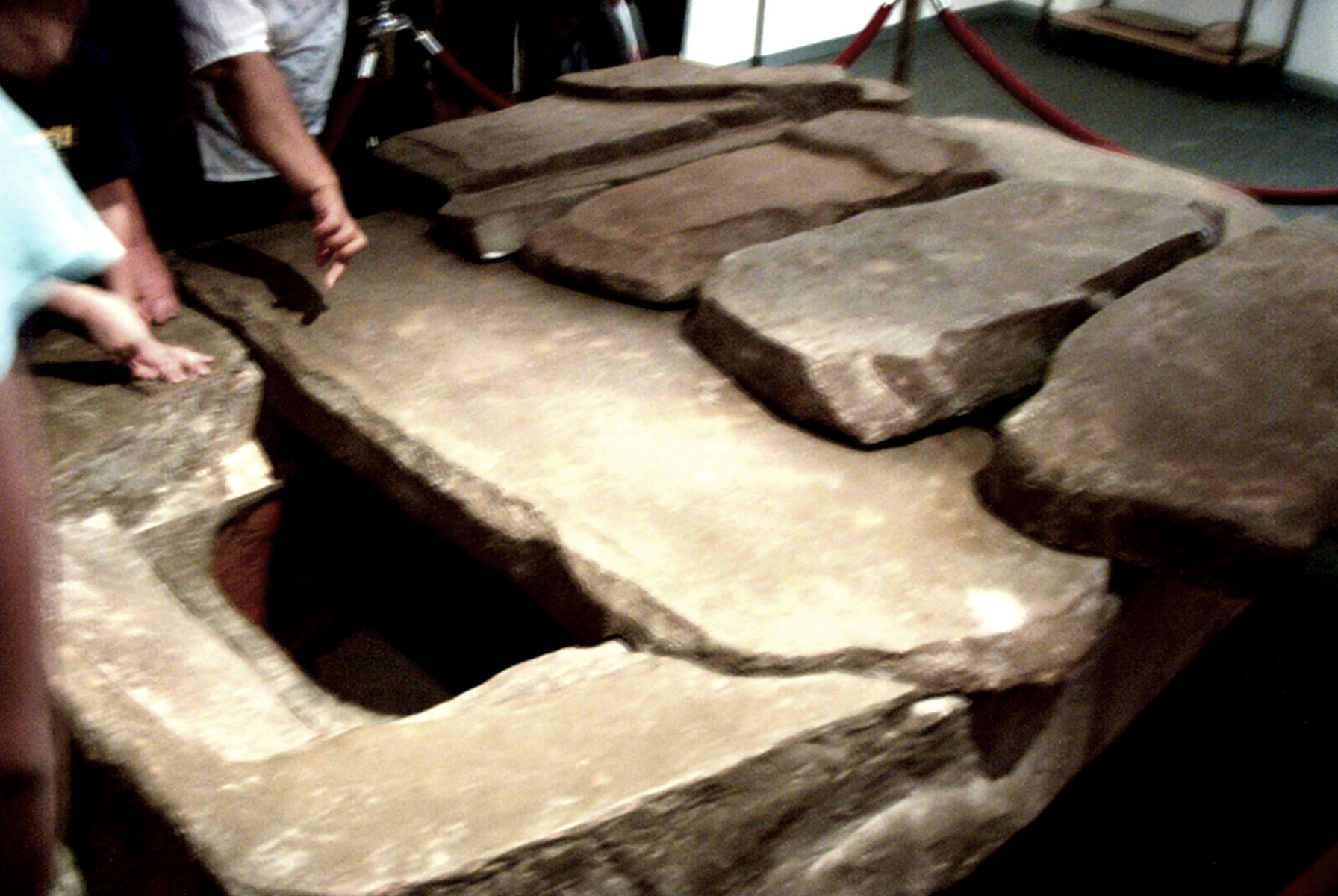
Sépulture de Tin Hinan (Musée du Bardo, Alger).

Les historiens pensent que Tin Hinan et Takama ont effectué leur voyage en compagnie d'une monture et d'animaux domestiques, ce qui leur aurait permis de ne pas périr. Ils pensent notamment qu'elles connaissaient les principales étoiles et savaient décoder le tracé d'une route. La route qu'elles ont empruntée pourrait correspondre à une route ancienne dessinée sur les peintures rupestres du Sahara, et qui mentionne les points d'eau, rivières et oasis.
En 1925, à Abalessa, dans le Hoggar, des archéologues découvrent la tombe d'une femme dans lequel ils trouvent un squelette bien conservé, des pièces de monnaie à l'effigie de l'empereur romain Constantin, des bijoux en or et en argent, ainsi qu'un mobilier funéraire. La tombe, qui date du IVe siècle, est attribuée alors par des archéologues[Lesquels ?] à Tin Hinan, bien que les Touaregs eux-mêmes restent assez sceptiques sur ce point.
L'examen du squelette retrouvé dans le mausolée montre ainsi que la femme souffrait d'un lombarthrose qui l'obligeait à boiter, ce qui rejoint les détails de l'historien Ibn Khaldoun au sujet de Tin Hinan, qui précisait que les Touaregs de l'Ahaggar se désignaient également comme « les enfants de Tiski », c'est-à-dire « les descendants de la femme qui boîte ».
Après avoir traversé le Sahara sans périr et une fois arrivée à Abalessa, dans le Hoggar, Tin Hinan y aurait instauré les conditions nécessaires à la survie humaine, organisé la vie sociale et développé des relations commerciales avec les personnes qui traversent le Sahara, comme l'indiquent le mobilier et les objets retrouvés dans son mausolée.
Le tombeau attribué à Tin Hinan est aujourd'hui une attraction touristique dans le Hoggar. Le corps et les bijoux retrouvés dans la tombe sont quant à eux conservés au musée du Bardo à Alger.

## Littérature
- En 1918, Pierre Benoit, dans son roman l'Atlantide, raconte l'histoire d'Antinéa, qui correspond à Tin Hinan, dont il a modifié le nom[15].
- Emile-Félix Gautier, Maurice Reygasse, Le monument de Tin-Hinan, FeniXX réédition numérique, coll. « Annales de l’Académie des sciences coloniales », 1934  (ISBN 978-2-307-215-01-1)
- Bernard Capo, Tin Hinan, Lombard, coll. « Loïc Francoeur », 1992  (ISBN 2-8036-1001-9)
- Tony Cochard, Tin Hinan princesse berbère, Curutchet Jean, 2000  (ISBN 2-912-932-18-1)
- Amèle El Mahdi, Tin Hinan, ma reine, Casbah, 2014  (ISBN 978-9947-62-059-5)
- Fatima Kerrouche, Le voyage de la reine Tin Hinan, Editinter, 2015  (ISBN 978-2-35328-140-4)
- Jean-Pierre Duclos-Aprico,Tin Hinan – De l’Atlantide au Hoggar, Complicités, 2017  (ISBN 978-2-35120-096-4)
- Zahra Diker, Tiski tarjdalt, Publications Tirra, 2018  (ISBN 978-9920-9767-0-1)

## Exposition
Exposition sur la reine des Touaregs Tin Hinan, musée du Bardo, Alger, 2021.

## Filmographie
- En 2009 sort Tin Hinan, un documentaire de 52 minutes réalisé par Rabie Ben Mokhtar.
- En 2020, un film-documentaire, À la découverte des merveilles du Hoggar, réalisé par Mina Kassar, est diffusé sur Canal Algérie.
- En 2025 sortira le documentaire Tin Hinan, la dernière nomade de la réalisatrice Leïla Artese Benhadj qui retrace le voyage de la réalisatrice lorsqu’elle part à la recherche de Tin Hinan.